# 100. Infanterie-Brigade (Deutsches Kaiserreich)
Die 100. Infanterie-Brigade war ein Großverband der Preußischen Armee.
Mit der Bildung der 50. Infanterie-Division am 1. März 1915 an der Westfront erhielt die Brigade ihre endgültige Bezeichnung.

## Geschichte

### Vorgeschichte
Am 5. September 1818 wurde die Brigade unter der Bezeichnung 14. Infanterie-Brigade aufgestellt und am 29. April 1852 in 27. Infanterie-Brigade umbenannt.
Mit der Mobilmachung am 2. August 1914 musste sie das Brigade-Ersatz-Bataillon 27 aufstellen und hatte ihr Hauptquartier von 1818 bis 1895 in Düsseldorf und dann bis zu ihrer Auflösung im Jahre 1919 in Köln.
Von 1820 bis 1914 war sie Teil der 14. Division in Düsseldorf, die dem VII. Armee-Korps im westfälischen Münster unterstellt war.

### Brigadegeschichte
Am 1. März 1915 wurde an der Westfront die 50. Infanterie-Division aufgestellt. Die 27. Infanterie-Brigade wurde in die 100. Infanterie-Brigade umbenannt und der 50. Infanterie-Brigade unterstellt.
Im Laufe der Jahre wurden ihr verschiedene Infanterie-Regimenter, Füsilier-Regimenter und Landwehr-Einheiten zugeordnet. Von 1892 bis zur Kriegsgliederung am 17. August 1914 waren es die beiden Infanterie-Regimenter Infanterie-Regiment „Freiherr von Sparr“ (3. Westfälisches) Nr. 16 und 5. Westfälisches Infanterie-Regiment Nr. 53. Im Laufe des Krieges wurde die Einheit um das Niederrheinische Füsilier-Regiment Nr. 39, das 7. Lothringische Infanterie-Regiment Nr. 158, die Radfahrkompanie 54 sowie das Ulanen-Regiment „Hennigs von Treffenfeld“ (Altmärkisches) Nr. 16 verstärkt, während das 3. Westfälische Infanterie-Regiment Nr. 16 der 79. Infanterie-Brigade unterstellt wurde.

### Kampfhandlungen, Gefechte und Schlachten

#### Deutsch-Französischer Krieg
Am 6. August 1870 stand die Brigade im Verband mit der 14. Division bei Spichern im Gefecht. Bei der  Einschließung von Metz war das rechte Moselufer das Einsatzgebiet des Truppenverbandes. Am 24. November 1916 belagerten die Einheiten die  Festung Diedenhofen, die sich nach deren Einschluss am 24. November 1916 ergab.

#### Erster Weltkrieg
Siehe Chronologie unter Gefechtskalender der 14. Division und Gefechtskalender der 50. Infanterie-Division.

## Kommandeure
| Name                               | Datum                                 |
| ---------------------------------- | ------------------------------------- |
| Benno von Massow                   | 01. März 1915                         |
| Erich Weber                        | 22. Oktober 1915                      |
| Julius Christian Koch              | 17. November 1915                     |
| Karl von Sommerfeld und Falkenhayn | 13. Januar 1918                       |
| Karl Delius                        | 15. Januar 1919 bis 15. November 1919 |